# Vincenzo Volpe
Pour les articles homonymes, voir Volpe.
Vincenzo Volpe, né le 14 décembre 1855 à Grottaminarda et mort le 9 février 1929 à Naples, est un peintre italien vériste.

## Biographie
Né en 1855 à Grottaminarda, dans la province d'Avellino, Vincenzo Volpe déménage avec sa famille à Naples en 1863. En 1871, il s'inscrit à l'Académie des beaux-arts de Naples où en moins de deux ans il parvient à la cinquième classe de dessin. Sa production en grand nombre peut être divisée en trois phases importantes : 
De 1874 à 1890, il se dédie surtout à la peinture de genre et à des tableaux de bonnes sœurs; de 1891 à 1896 il se consacre à la peinture religieuse, puis de 1897 à 1929 il s'ouvre à de nouvelles expériences de peintures de genre, à l'art sacré et au portrait. En 1873, il remporte le Prix annuel (Premio Annuale). Sa peinture se fait connaître en 1876 avec des portraits et des paysages qui se situent aux confins de la nouvelle école vériste (dont les chefs de file sont Filippo Palizzi et Domenico Morelli) à laquelle il appartient, même si son monde intérieur en diffère, et de l'académisme conventionnel. En 1881, il expose à Turin et à la Nazionale de Milan où il se fait remarquer. Il fut l'élève aux beaux-arts de Domenico Morelli, l'un des peintres napolitains les plus notables du XIXe siècle qui fut sénateur du royaume d'Italie à la XVIe législature. Volpe lui succède en 1902 en tant que doyen. 
Entre 1891 et 1896, époque pendant laquelle il se consacre à l'art sacré, il réalise une de ses œuvres les plus importantes avec les fresques du Montevergine commandées par l'abbé Corvaia pour restaurer la chapelle de la Madone byzantine. Son frère Angiolo collabore avec lui pour cette réalisation et il continue seul après la mort de son frère, jusqu'en 1896. En 1900, le roi Humbert II l'invite au palais royal et lui laisse un atelier à disposition avec l'intention de faire son portrait. Il fut l'un de ceux qui décorèrent le fameux café Gambrinus de Naples. 
Volpe est président de l'Académie des beaux-arts de Naples de 1915 à 1925 et membre du Conseil supérieur des antiquités et des biens environnementaux. Il participe aux grandes expositions de son époque en Italie et aussi à l'étranger (Bruxelles, Vienne, Berlin, Madrid, Buenos-Aires). Grottaminarda honore sa mémoire en lui faisant ériger un buste de bronze à l'entrée de la mairie et en donnant son nom à l'Institut technique commercial. Une rue lui est dédiée à Avellino, chef-lieu de la province. Son fils Gabriele, connu sous le nom de Geppino Volpe, fut également peintre.

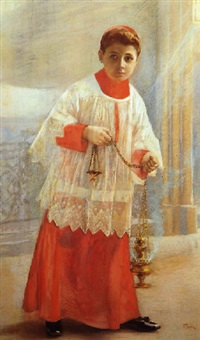
L'Enfant de chœur, coll. part.
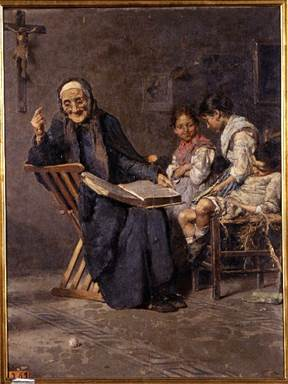
L'Enseignement du catéchisme, coll. part.
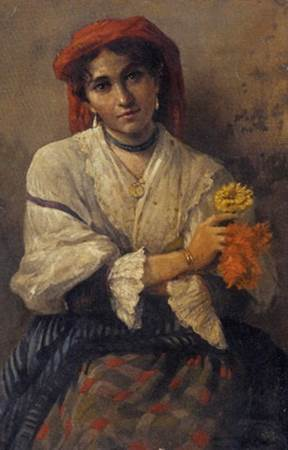
Portrait de femme du peuple, coll. part.

## Œuvres principales

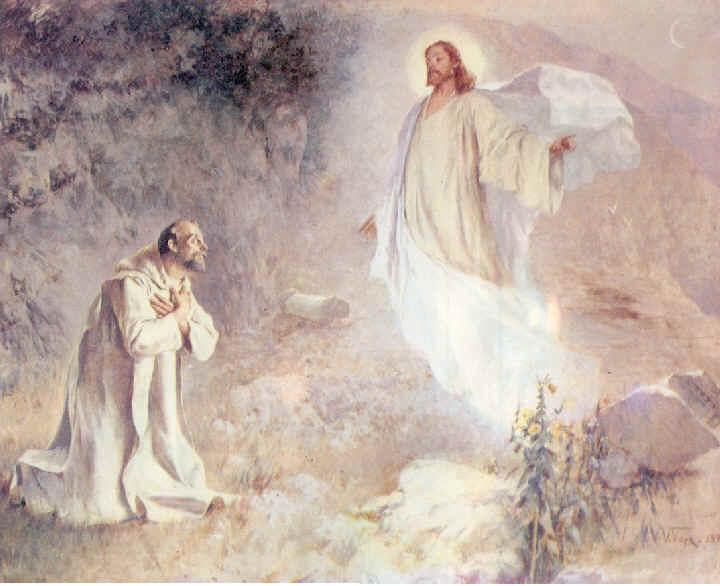
L'Apparition du Sauveur à saint Guillaume, Montevergine (1894)

- Le monache nel Giovedì Santo (1880)
- Il ritratto della padrona (1880)
- Tu es refugium (1881)
- Canzone allegra (1883)
- Restaurando putti di gesso (1885)
- La moglie dell'artista (1885)
- Interruzione piacevole (1887)
- Angelo orante e angelo implorante (1892) - Sanctuaire du Montevergine
- Albero solitario (1892)
- Apparizione del Salvatore a San Guglielmo (1894) - Montevergine
- Olimpia (1896)
- Via Crucis (1901) - Montevergine
- Natività (1906) - Montevergine
- Nannina (1909)
- Pellegrini a Montevergine (1912)
- Dall'antiquario (1919)
- San Guglielmo (1927)

## Œuvres dans les musées
- Galleria d'arte moderna Oddi Ricci de Plaisance: Colazione a terra.
- Musée d'art d'Avellino: Albero solitario (1892) et Donna con chitarra (1895).
- Museo Irpino del risorgimento d'Avellino: Ritratto di Pasquale Stanislao Mancini, Ritratto di Giuseppe Maria Testa (1888).
- Pinacoteca De Nittis de Barletta: Idillio d'amore.
- Pinacoteca Provinciale Irpina d'Avellino: Vita patriarcale di un prete, Studio del pittore, Scena familiare (1874),
- Raccolte Grafiche e Fotografiche del Castello Sforzesco de Milan: granvure I miei modelli (réalisée avec Celestino Turletti) (1879).

## Bibliographie

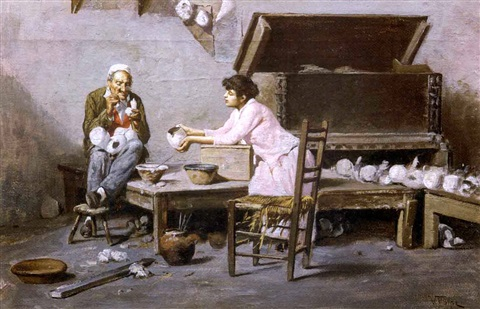
Les Angelots de plâtre ; Restaurando i putti di gesso (1885), coll. part.

## Source de la traduction
- (it) Cet article est partiellement ou en totalité issu de l’article de Wikipédia en italien intitulé « Vincenzo Volpe (pittore) » (voir la liste des auteurs).